# Antoni Nadal i Darrer
Antoni Nadal i Darrer   (Barcelona, segle XVIII - 1819) fou un comerciant barceloní del segle xviii.

## Biografia
Fill de l'adroguer Antoni Nadal i de Casanovas i de Maria Àngela, filla del passamaner Francesc Darrer, es va matricular com a comerciant el 1788. A principis del segle xix, va ser director de la Junta de Comerç, conjuntament amb Antoni Bonaventura Gassó i Borrull.
Associat amb la família Canals, disposava d'una fàbrica d'indianes al carrer del Portal Nou. A més, era propietari d'una altra fàbrica als carrers de Trianjuich (Cortines) i del Rec Comtal (vegeu casa-fàbrica Sala-Nadal), una finca al carrer de les Mosques i plaça del Born (vegeu Casa Meca), així com d'uns terrenys situats a les Hortes de Sant Pau, on va construir uns magatzems (vegeu Magatzems Nadal).